# 115059 Nagykároly
A 115059 Nagykároly (ideiglenes jelöléssel 2003 RJ8) a Naprendszer kisbolygóövében található aszteroida. Sárneczky Krisztián és Sipőcz Brigitta fedezték fel 2003. szeptember 5-én.
Nevét Nagy Károly (1797 – 1868) matematikus, csillagász után kapta.